# Crocodile Rock
Crocodile Rock è una delle canzoni più note dell'artista britannico Elton John; il testo è di Bernie Taupin.

## Descrizione
La canzone fu registrata nel giugno del 1972 agli Strawberry Studios dello Château d'Hérouville, in Francia. Fu pubblicata il 20 novembre del 1972 negli Stati Uniti d'America e il 27 ottobre del 1972 nel Regno Unito. Divenne subito uno dei classici più famosi della rockstar britannica: fu il suo primo singolo a raggiungere la prima posizione negli U.S.A. (ma non solo in America, anche in molte altre nazioni, tra cui l'Italia, dove risultò il singolo più venduto del 1973) e ad aver venduto più di un milione di copie. Rimase anche in vetta alla classifica Billboard Hot 100 per tre settimane, in Canada per quattro settimane, in Italia per cinque settimane ed in Svizzera per tre settimane. Raggiunse anche la terza posizione in Germania e Norvegia, la quinta nel Regno Unito e la sesta in Austria.
Pare che ad Elton sia venuta l'ispirazione dopo aver ascoltato il singolo Eagle Rock del gruppo australiano dei Daddy Cool. La canzone sembra anche stata essere fortemente influenzata dalla canzone Little Darlin del 1957, dei Diamonds (sebbene la versione originale fosse stata registrata dai Gladiolas). I cori ricordano volutamente Speedy Gonzales di Pat Boone, la cui versione italiana è cantata da Peppino di Capri.
Il brano mette in evidenza l'organo Farfisa suonato da Elton, riconoscibile per il suono carnevalesco e il ritmo honky tonk. Ad accompagnarlo c'è la Elton John Band, formata da Davey Johnstone (chitarra), Dee Murray (basso) e Nigel Olsson (batteria). Il testo di Taupin sembra essere un richiamo nostalgico all'era del rock'n'roll.

## Classifiche
| Classifica (1972-73)             | Posizione più alta |
| -------------------------------- | ------------------ |
| Official Singles Chart           | 5                  |
| Paesi Bassi                      | 11                 |
| Austria                          | 6                  |
| Germania                         | 3                  |
| Irlanda                          | 10                 |
| Italia                           | 1                  |
| Norvegia                         | 3                  |
| Svizzera                         | 1                  |
| US Billboard Pop Singles         | 1                  |
| Nuova Zelanda                    | 1                  |
| US Hot Adult Contemporary Tracks | 11                 |
| Canada                           | 1                  |

## Cover
Nel 1973 Muska incide la cover (45 giri) in finlandese dal titolo Krokotiili rock, testo di Jussi Raittinen, (Love Records, LRS 2019), inserita nell'album Muska dello stesso anno (Love Records, LRC 94). Nel 1993 Roberta Carrano esegue una cover del brano per la compilation Non è la Rai. Bob The Builder incluse una cover della canzone nel suo album esordiente, The Album del 2001. Nel tribute album Two Rooms: Celebrating the Songs of Elton John & Bernie Taupin Crocodile Rock è eseguita dai The Beach Boys. La canzone è stata reinterpretata anche dai Baha Men per il film del 2002 The Crocodile Hunter: Collision Course e da Little Tony nel 1995. Un'altra cover è stata fatta nel 2010 da Nelly Furtado per la colonna sonora del film d'animazione Gnomeo e Giulietta. Il brano è in collaborazione con lo stesso Elton John.

## Luoghi
Ci sono anche dei nightclubs molto conosciuti chiamati Crocodile Rock ad Allentown, in Pennsylvania e a Toronto, nell'Ontario.